# Excalibur Series V
 Excalibur Series V – samochód osobowy klasy luksusowej produkowany pod amerykańską marką Excalibur w latach 1985–1990.

## Historia i opis modelu

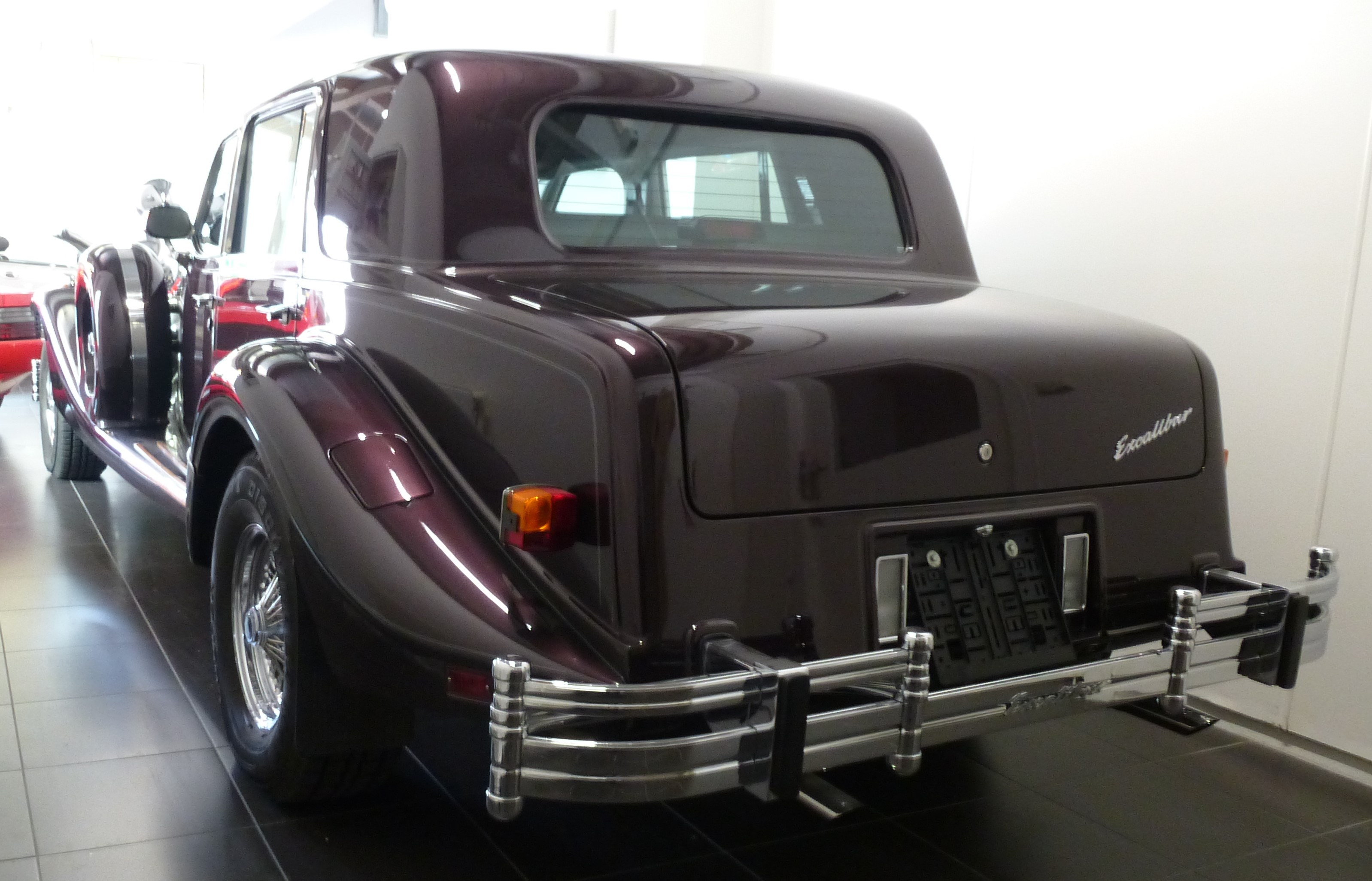
Excalibur Series V - tył

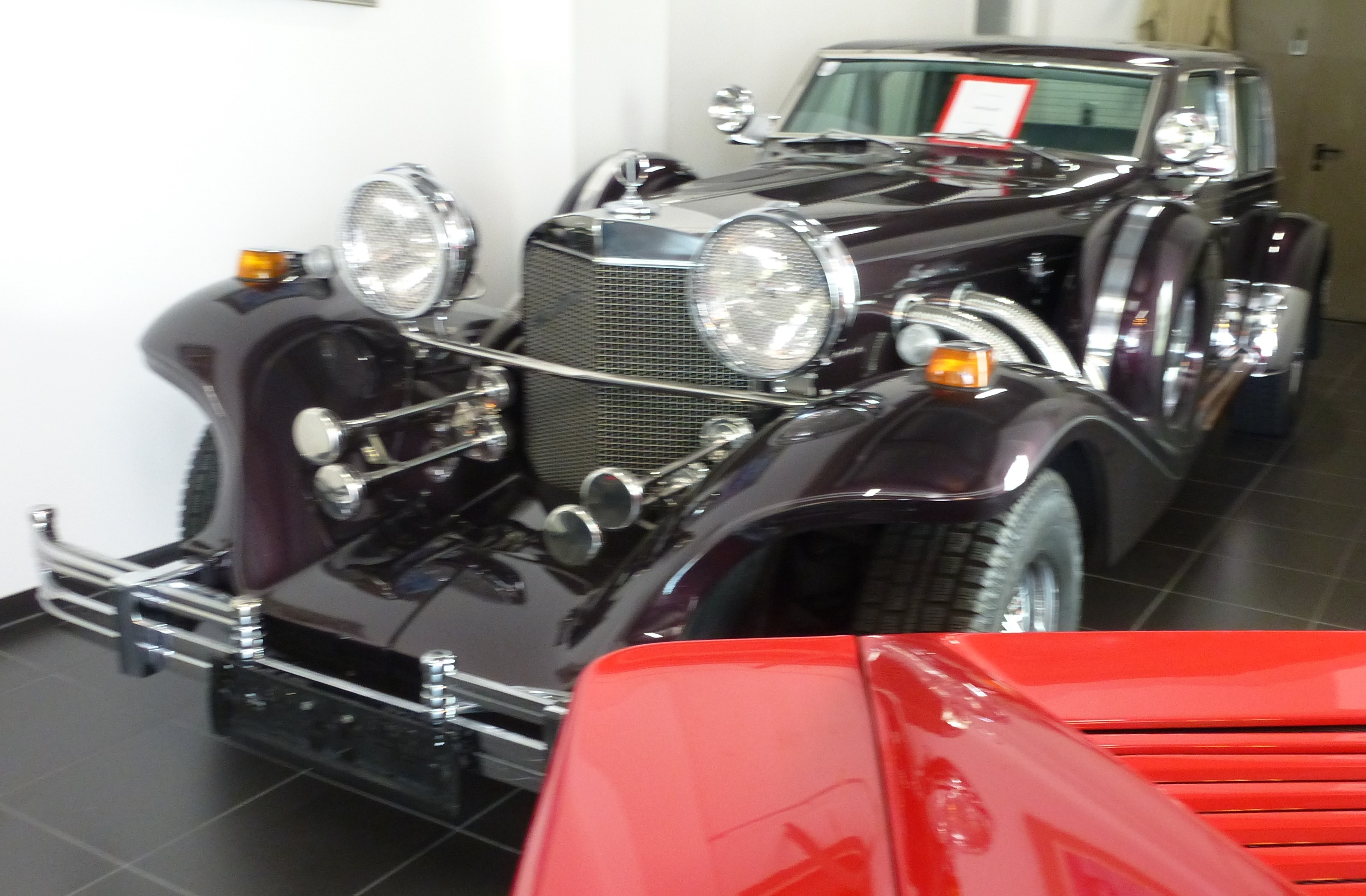
Excalibur Series V Limuzyna

Projektując model Series V, Excalibur pod wodzą Brooksa Stevensa radykalnie zmieniło koncepcję, odchodząc od charakterystyki relatywnie niewielkiego, sportowego roadstera na rzecz bardziej luksusowego, masywnego samochodu oferowanego jako limuzyna bądź kabriolet. 
Pod kątem wizualnym samochód zachował charakter inspirowanego przedwojenną estetyką, realizując koncepcję neoklasycyzmu. Pod kątem technicznym, producent ponownie zachował współpracę z General Motors, które dostarczyło m.in. jednostkę napędową, a także układ przeniesienia napędu wraz z automatyczną przekładnią biegów.

### Sprzedaż
Radykalna zmiana koncepcji Series V w stosunku do poprzedników o bardziej sportowym charakterze spowodował drastyczny spadek popytu na samochód, co zobrazowały łączną liczbę wyprodukowanych egzemplarzy. Sytuację pogorszyło ogłoszenie bankructwa w 1986 roku. Wielkość produkcji ostatecznie była ponad dwukrotnie mniejsza od poprzednika, w ciągu niespełna 5 lat produkcji wynosząc 359 sztuk.

### Silnik
- V8 5.0l